# Edward F. Wente
Edward F. Wente (nascido em 1930) é um professor emérito americano de Egiptologia e do Departamento de Línguas e Civilizações do Oriente Próximo na Universidade de Chicago. Recebeu seu doutorado pela Universidade de Chicago em 1959 e lá lecionou de 1963 a 1996. Também é um membro de longa data do Instituto Oriental de Chicago. Uma de suas principais obras é Letters from Ancient Egypt (1990), publicada pela Scholarly Press. Em 1999, o Instituto Oriental publicou uma coleção de ensaios de egiptólogos em honra de Edward Wente intitulado "Gold of Praise: Studies on Ancient Egypt in Honor of Edward F. Wente".